# Cephaloleia conforma
Cephaloleia conforma  (лат.) — вид жуков-листоедов рода Cephaloleia из подсемейства Cassidinae. Неотропика.

## Распространение
Южная Америка, Коста-Рика.

## Описание
Среднего размера жуки-листоеды (от 6,2 до 6,6 мм) с вытянутым телом. Основная окраска красновато-коричневая (глаза и усики чёрные). Усики 11-члениковые, нитевидные; ротовые части не выступающие вперёд; надкрылья субпараллельные; тело не цилиндрическое; апикальные края пронотума усечённые или слабо округлённые в средней части; основание надкрылий без киля; скутеллюм пятиугольный; последние три абдоминальных стернита не волосатые; ноги короткие. Питаются листьями растений Calathea sp. (Marantaceae). Впервые описан в 2014 году американским колеоптерологом Чарльзом Стейнсом (Charles L. Staines; Department of Entomology, National Museum of Natural History, Смитсоновский институт, Вашингтон, США) и мексиканским энтомологом Карлосом Гарсиа-Робледо (Carlos García-Robledo; Departamento de Interacciones Multitróficas, Instituto de Ecología, Халапа-Энрикес, штат Веракрус, Мексика). Видовое название происходит от родового названия кормового растения Calathea (Marantaceae).